# Col·lector (mineria)
Una claveguera o un albelló és cadascun dels diversos ramals de canalització d'aigües residuals que constitueixen la xarxa de clavegueram públic. Es construeix sota terra, sovint al mig dels carrers importants, de manera que cada un dels habitatges d'aquesta via puguin connectar-se per l'evacuació apropiada de les aigües residuals.
Cada connexió pertanyent a un habitatge es diu connexió o presa domiciliària. Comprèn la canonada que va des del pou intradós o des de la cambra d'inspecció final de l'habitatge fins al col·lector.
Tant els col·lectors com les unions domiciliàries han de ser projectades amb cert grau de pendent per permetre el flux de les aigües per gravetat, però mai excessiva, per evitar velocitats excessives i risc d'erosió. Així mateix, les seves juntes han de ser hermètiques per evitar filtracions d'aigües residuals al terreny i per impedir l'ingrés de l'aigua de pluja, les infiltracions del terreny circumdant o la introducció d'arrels. D'altra banda, han de ser llises per tal que no es produeixin obstruccions per acumulació de pèls, teles, bolquers i altres elements habitualment llançats al clavegueram, tot i estar prohibit.
El lliure flux de l'aigua dins de les unions domiciliàries i col·lectors es verifica habitualment per mitjà de la prova de la bola, artefacte que ha de discórrer sense inconvenients des del lloc en què es va introduir fins on s'està efectuant l'examen.
És convenient que el disseny i construcció d'aquestes instal·lacions siguin realitzats per professionals o tècnics autoritzats.